# 1919年ソビエトのウクライナ侵攻
ソビエトのウクライナ侵攻とは、ソビエト・ウクライナ戦争中に赤軍のウクライナ戦線がウクライナ人民共和国に対して行った大規模攻勢である。この攻勢はロシア・ソビエト連邦社会主義共和国人民委員会議がブレスト＝リトフスク条約を破棄した後の1918年11月に計画され、1919年1月初めにハルキウを占領したことにより勃発した。この攻勢はボリシェヴィキにとって経済、人口統計学、戦略上極めて重要な国であるウクライナをロシア・ソビエト連邦社会主義共和国へ併合することが目的だった。長期的な目的としては黒海沿岸を抑えることにより連合国による義勇軍への支援を防ぎ、最終的には西方へ影響力を伸ばすことによりヨーロッパにおける革命運動への支援を可能とするようにしていた。
1919年1月初め、第1ウクライナ・ソビエト師団は地元の労働者部隊と協力し、ウクライナ臨時労働者・農民政府が置かれているハルキウを占領した。その後、ウクライナ北部とウクライナ東部を占領し、1919年2月5日にはキーウを占領した。この間にディレクトーリヤはヴィーンヌィツャへ退避し、さらにカームヤネツィ＝ポジーリシクィイへと退避した。春には赤軍はズブルチ川にまで達し、キーウを脅かしていたウクライナ人民共和国軍を撃退した。
その後、戦時共産主義体制とプロドラズヴェルストカと呼ばれる食糧の徴発政策により、ウクライナの農民からの支持が低迷し、地方での蜂起が散発し、1919年5月にはニキフォル・フリホリフが2万強の兵とともにフリホリフの乱を起こしたため、赤軍はウクライナ人民共和国軍を壊滅させることができず、ベッサラビア・ソビエト社会主義共和国とハンガリー評議会共和国に向かって西進することができなくなった。6月には赤軍はドンバスの戦いで敗北し、同月末にはカテリノスラフ（現ドニプロ）とポルタヴァを失い、さらにはムィコラーイウとオデッサのための作戦の過程で占領した領土も失った。8月には赤軍はウクライナ人民共和国軍とウクライナ・ハールィチ軍の攻撃に屈し、8月31日にウクライナ人民共和国軍がキーウを占領し、のちに義勇軍によって占領された（白軍によるキーウの占領）。

## 計画
1918年11月12日、レフ・トロツキー率いる共和国革命軍事会議はウラジーミル・アントーノフ＝オフセーエンコをウラル戦線から解任し、10日以内にウクライナ方面への攻勢を準備するよう人民委員会議から命令を受け、アントーノフ＝オフセーエンコ他、ヨシフ・スターリン、ヴォロディミル・ザトンスキー、ゲオルギー・ピャタコフによるウクライナ革命軍事会議が設立された。アントーノフ＝オフセーエンコは2日で計画を立て、ボリシェヴィキ軍が都市・工業中心地・港・鉄道の結節点を占領して資源を確保し、そこから労働者からの支持を得ようとした。初動としてはハルキウを占領しそこを拠点にドンバスへ進軍し、次にキーウを占領し、その次にムィコラーイウ、オデッサといった主要都市含むウクライナ南部と黒海沿岸を占領するというものだった。
赤軍総司令官イオアキム・ヴァツェチスは、アントーノフ＝オフセーエンコの計画案を修正することなくそのまま採用し、作戦の過程で必要な装甲列車といった装備や物資を準備し始めた。ウクライナ方面の司令官となったアントーノフ＝オフセーエンコはワシーリー・グラゴレフ率いる予備軍を自由に使って計画を進められると考えていたが、ヴァツェチスは予備軍をピョートル・クラスノフ率いるドン軍とアントーン・デニーキン率いる義勇軍からヴォロネジを防衛するという別の任務を与えていた。これはウラジーミル・レーニンの思惑通りでレーニンは南部戦線と東部戦線に対する白軍の脅威を撃退することが重要だと考えていた。しかし、トロツキーはウクライナを占領することが赤軍の優先課題であると考えていた。一方、ヴァツェチスとウクライナ革命軍事会議は対立しつつあり、これはスターリン、ザトンスキー、ピャタコフが南部戦線での諸作戦とは別に、自分たちは特別に重要な任務を遂行しているという確信を持ってしまっていたためであった。
アントーノフ＝オフセーエンコ指揮下には当初、第1ウクライナ・ソビエト師団、第2ウクライナ・ソビエト師団そして第9師団がいて、これらの師団には人員は十分にいたが、急を要するほど装備と物資の補充を必要としていた。1918年半ばにウクライナのボリシェヴィキがパウロー・スコロパードシクィイの政府と中央同盟国に対抗するために編成した2つのソビエト師団の質は高くなく、師団に加わった多くの兵は、各々の地元でのみ戦うつもりで、戦場が移ると脱走しだした。
1918年11月20日、アントーノフ＝オフセーエンコは反ヘーチマン蜂起に参戦し、少なからず形式的には全ウクライナ中央軍事革命会議の指揮下にあったウクライナ国内にいる赤軍の前線部隊と非正規部隊の両方に命令を出した。アントーノフ＝オフセーエンコはホメリの軍勢に反ボリシェヴィキ勢力がキーウからクルスク、ブリャンスク方面に進軍してくるのを防ぐために、ホメリでの支配を維持するよう命じた。エカテリノスラフ県とハリコフ県の軍勢に対しては地方で反乱を起こし、赤軍の南進を容易にさせるために小さな街を占領して、長期的にはムィコラーイウの占領を支援するよう命じた。ドンバス北部にいるボリシェヴィキ支持者に対してはゲリラを組織して同地域を制圧するよう、クリミアにいるボリシェヴィキ支持者に対してはクリミアにやってこようとする連合国（南ロシア介入）を撃退する準備をするよう命じた。そしてウクライナ東部の都市において一連の攻撃が開始され、地方での行動も開始された。しかし、11月21日にヴァツェチスはアントーノフ＝オフセーエンコに対して軍の拡大と訓練に集中し、ミルレロヴォにいるクラスノフの軍勢を攻撃する軍を編成するよう命じた。一方でドン・コサック軍は撤退するドイツ軍との合意を得てドンバスを掌握した。
アントーノフ＝オフセーエンコはヴァツェチスから受けた命令の語調と文言に不快感を覚え、命令を無視することにした。この時、オデッサに連合国軍の部隊が上陸したことを知ったアントーノフ＝オフセーエンコは自身の構想によって攻勢を指揮することにした。同時期、ピャタコフとザトンスキーはウクライナでのボリシェヴィキ政府の樹立を開始し、1918年11月28日、クルスクにウクライナ臨時労働者・農民政府が設立された。なお、ボリシェヴィキ政府はウクライナにおける社会主義指導者ヴォロディーミル・ヴィンヌィチェンコと共産党の国内での合法的な活動を許可する代わりにウクライナ人民共和国の内政へは干渉しないという協定を10月に結んでいたにも拘わらず、軍事介入を行おうとしていた。

## 戦闘

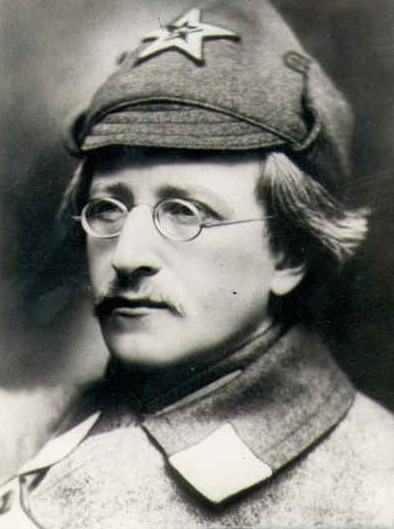
侵攻時のウクライナ戦線司令官、ウラジーミル・アントーノフ＝オフセーエンコ。

### ハルキウ攻勢
1918年12月、ウクライナのソビエト師団がアントーノフ＝オフセーエンコの指揮下に入り、これらの師団は約5000人の兵士で構成され、規律がなくまだ本格的な正規の編成ではなかった。指揮官には共産主義者と一般の農民が混在していた。そして、赤軍とゲリラの兵士の3分の1は武器を持っておらず、アントーノフ＝オフセーエンコが作戦開始前にその地位にいるのは不名誉だとした指揮官を職から解いていたために、前線の部隊に対する完全な統制力を十分に確保できていなかった。
1918年12月中はずっとアントーノフ＝オフセーエンコとヴァツェチスの間で権限と戦術を巡る論争が巻き起こっていた。最終的には1919年1月2日、アントーノフ＝オフセーエンコは最後のドイツ軍部隊がハルキウから撤退し、同地でボリシェヴィキの労働者部隊が武装蜂起の準備を進めていることを知ると、独断でハルキウへ軍を進めることにした。1月3日に第1ウクライナ・ソビエト師団がハルキウに入城し、その翌日にはアントーノフ＝オフセーエンコを司令官とするウクライナ戦線が正式に設立され、グラゴレフの予備軍は前線へ配備された。そして、かつてドイツ軍と闘い、シモン・ペトリューラに同調していたウクライナの農民パルチザンの大部分がボリシェヴィキに扇動されソビエト側へと寝返っていった。ウクライナ出身でない都市プロレタリアートも赤軍に入り戦闘に参加した。

### ポルタヴァ、カテリノスラフ、キーウへの進軍
ハルキウ占領後、ウクライナ戦線は攻勢を強め、1919年1月12日にはチェルニーヒウを占領し、さらに1月20日にはポルタヴァを占領した。パーヴェル・ドゥイベンコ指揮下の第2ウクライナ・ソビエト師団はペトリューラ支持者とマフノフシチナの間で闘いが起こっている最中のカテリノスラフへ進軍した。 1919年1月18日、クルスクからチェルニーヒウへ司令部を移したアントーノフ＝オフセーエンコはキーウ進軍の準備を急いだ。これはオデッサとクリミアに上陸した連合軍もデニーキン率いる義勇軍を支援するために同じ攻勢を仕掛けてくるとアントーノフ＝オフセーエンコが考えていたからであった。しかし、ディレクトーリヤとフランスの軍事的連携に関する交渉はフランス側の拒否で終わっていた。

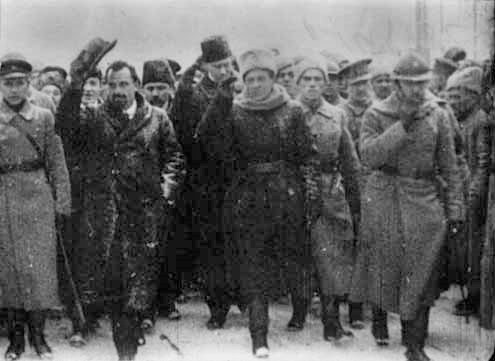
ウクライナ人民共和国軍最高司令官シモン・ペトリューラ（中央）とウクライナ社会民主労働党指導者のヴォロディーミル・ヴィンヌィチェンコ（左）

ヴィンヌィチェンコらウクライナの社会主義者は赤軍によるウクライナ侵攻をロシア帝国主義の表れとみなし、ウクライナの独立と防衛を支持した。しかし、ディレクトーリヤに従う勢力が日を追うごとに少なくなり、ウクライナ戦線の進軍を防ぐことはできないと判明していった。さらにディレクトーリヤは民族主義者と社会主義者間での内紛により弱体化しつつあった。1月末の時点でペトリューラに従う軍勢は2万1千人ほどで、1月23日にはペトリューラは軍とともにキーウから脱出した。

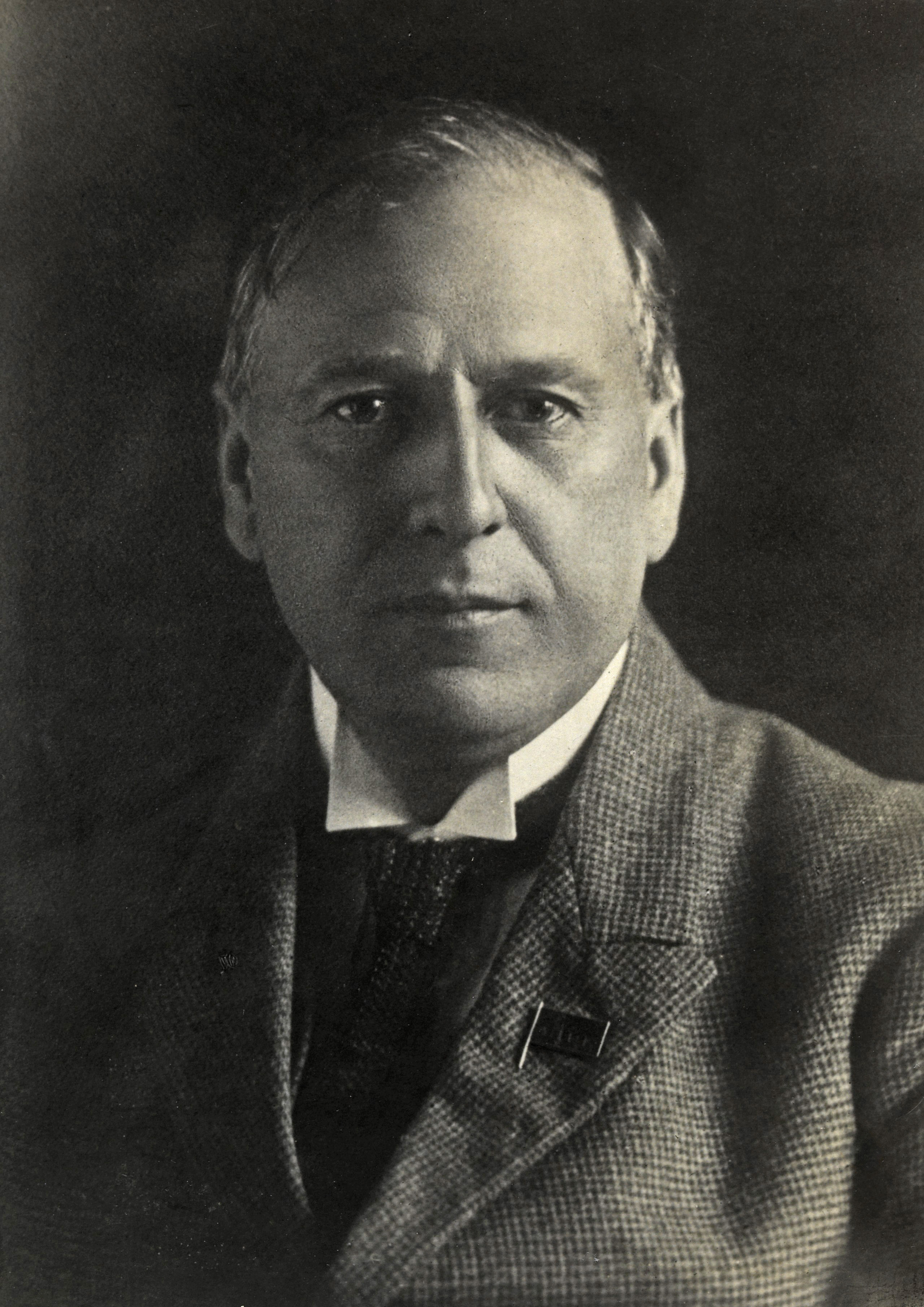
ウクライナ社会主義共和国ウクライナ人民委員会議の議長、フリスチアン・ラコフスキー。

一方のボリシェヴィキの軍勢はハルキウ占領後も兵力は拡大していき、第1ウクライナ・ソビエト師団だけでも1万人の兵士を有した。キーウの戦いの後、2月5日に第1ウクライナ・ソビエト師団はキーウを占領した。これに先立っての1月29日には労働者・農民政府はフリスチアン・ラコフスキーを議長とするウクライナ人民委員会議へと改組され、一方のディレクトーリヤはヴィーンヌィツャへ退避し、その後カームヤネツィ＝ポジーリシクィイへと退避した。
1月末までに赤軍は左岸ウクライナを占領した。2月初めには 赤軍と同盟していたパルチザン部隊がズナミヤンカ、クルィヴィーイ・リーフ、ドヴヒンツェヴェを占領した。その後、労働者蜂起がエリザヴェトグラードで勃発し、そこにパルチザン部隊も加わった後に都市を占領した。2月12日にはノヴォムィルホロドを占領した。赤軍は南と西への進軍を続け、連合国軍による南ロシア介入が進んでいる地域に突入した。この時、ネストル・マフノのウクライナ革命反乱軍がウクライナ・ソビエト軍に編入されたこと、ニキフォル・フリホリフの部隊がウクライナ民族主義者勢力からソビエト側に寝返ったこともあり、赤軍の兵力は20万を超えていた。
キーウ占領後、赤軍は3方向に攻勢を続けた。北部の軍勢はマズィルからコーロステニに、そしてルニネツからサルニーを経てリウネに向かってウクライナ軍がウクライナ・ハールィチ軍に合流するのを防ごうとした。南部の軍勢はフリホリフの軍勢の支援を基にウクライナ軍から連合国軍を分離することを目的とし、カテリノスラフ、クレメンチュークからジュメールィンカ・コジャーティン・ポディルスク線に沿って攻撃した。3つ目の軍勢はキーウからベルディチフ・コジャーティン・ジュメールィンカ線に沿って進み、北部と南部それぞれにいるウクライナ軍の合流を防ごうとした。ウクライナ軍はヴォルーフニアとポドーリヤで攻撃の何とか耐えたものの、この時はポーランドと戦争状態にあり、黒海からやってきたフランス軍に阻まれていたこともあり、ウクライナ人民共和国の存続は絶望的になっていた。2月中頃にはアントーノフ＝オフセーエンコ指揮下には4万6千の兵士と1万4千のパルチザン兵いた。しかし、依然として規律と訓練が不十分で、有能な士官と政治将校が不足していた。さらにパルチザンはボリシェヴィキに不忠で、これらの部隊はユダヤ人や地元のボリシェヴィキ指導者から何度も強盗し、殺害した。1919年の春ごろにはウクライナ軍はカームヤネツィ＝ポジーリシクィイとヴォルィーニ西部に撤退し、赤軍はズブルチ川に到達した。
ラコフスキー政権による戦時共産主義の導入で地方で食料徴発が行われ、そしてチェーカーが配備され、それによりウクライナの農民のほとんどがボリシェヴィキへの好意を失っていた。また、ラコフスキーがボロトビストとの協力を渋っていたために地方における新政権に対する農民の反乱が相次いだ。これを抑えるために、ウクライナ・ソビエト政府の再編とボロトビスト代表の政権への受け入れを行ったものの、部分的にしか良くならなかった。モスクワの党幹部と活動家が地方での実情を理解していなかったのも敵意を増幅させる一因となっていた。

### ウクライナの反撃
1919年5月、ウクライナ軍はコジャーティン・ベルディチフ線で赤軍を破り、キーウへ一歩前進した。4月に赤軍も反撃し、ジュメールィンカを占領して南のウクライナ軍を中核の軍勢から切り離した。ウクライナ軍はブロディ、ドゥブノの幅40から50kmほどしかない領域に抑えられた。さらに、ヴォロディーミル・オスキルコによるクーデター未遂も起き、ウクライナ軍はさらに弱体化した。

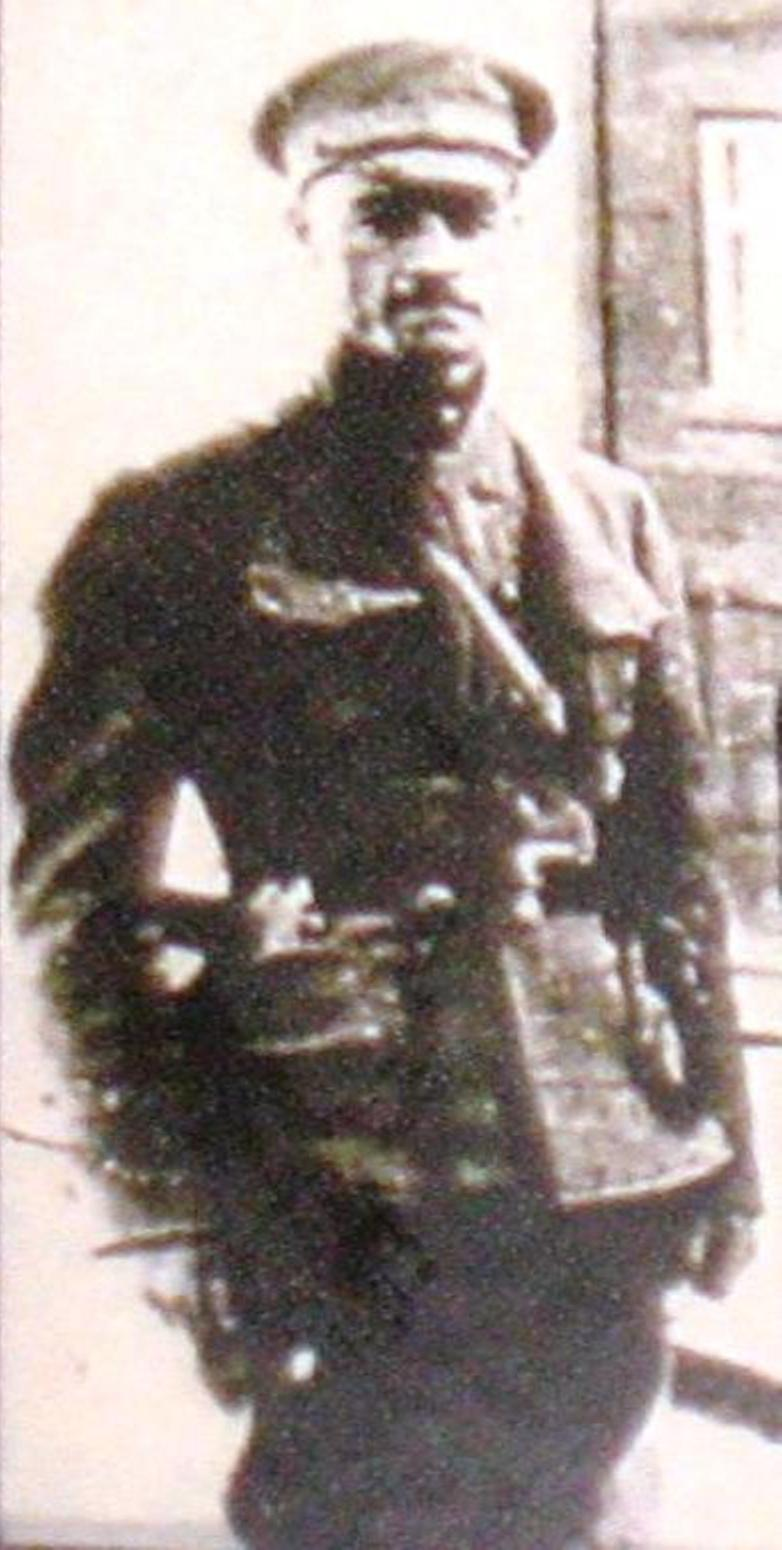
ヘルソンでフリホリフの乱を起こしたニキフォル・フリホリフ。

1919年5月、ウクライナ南部とウクライナ中央部で2万の兵、10両の装甲列車、700丁の機関銃とともに、ニキフォル・フリホリフが反乱を起こした。反乱軍はエカテリノスラフ、エリザヴェトグラード、ヘルソン、クレメンチューク、ムィコラーイウ、チェルカースィ、オレクサンドリーヤ、クルィヴィーイ・リーフを占領した。
フリホリフと戦うためにウクライナ戦線司令部は南西方面への進軍を断念しなければならなくなり、ベッサラビアとガリツィア東部へ進入することができなくなり、ハンガリー評議会共和国への軍事支援が不可能となった。
1919年6月、ポーランドとの停戦が成立した後、ウクライナ軍は再編され1万5千の兵力を有するようになった。ウクライナ軍は再度反撃を開始し、同月初めには再びポドーリヤを支配下に置いた。同月末に赤軍はフメリニツキーを占領し、カームヤネツィ＝ポジーリシクィイで勝利を収めた。ウクライナ軍はフリホリフ指揮下にいたユーリイ・チュチュンニクの軍勢と合流することに成功した。ウクライナ軍の反撃はホロドク・ヤルモリンツィ・シャールホロド・ドゥナイウツィ・ノヴァ＝ウシツィア・ヴァプニアルカ線に到達した。これに続いてウクライナ軍がウクライナ・ハールィチ軍と合流し、8万5千の兵士と1万5千のパルチザン兵が集結した。同時期、赤軍はドンバスの戦いを始めとした白軍の義勇軍に敗北し続け、6月27日にはハリコフ作戦により赤軍はハルキウを失った。翌日にはカテリノスラフを失いその後、立て続けにポルタヴァ、ムィコラーイウ、オデッサを失った。

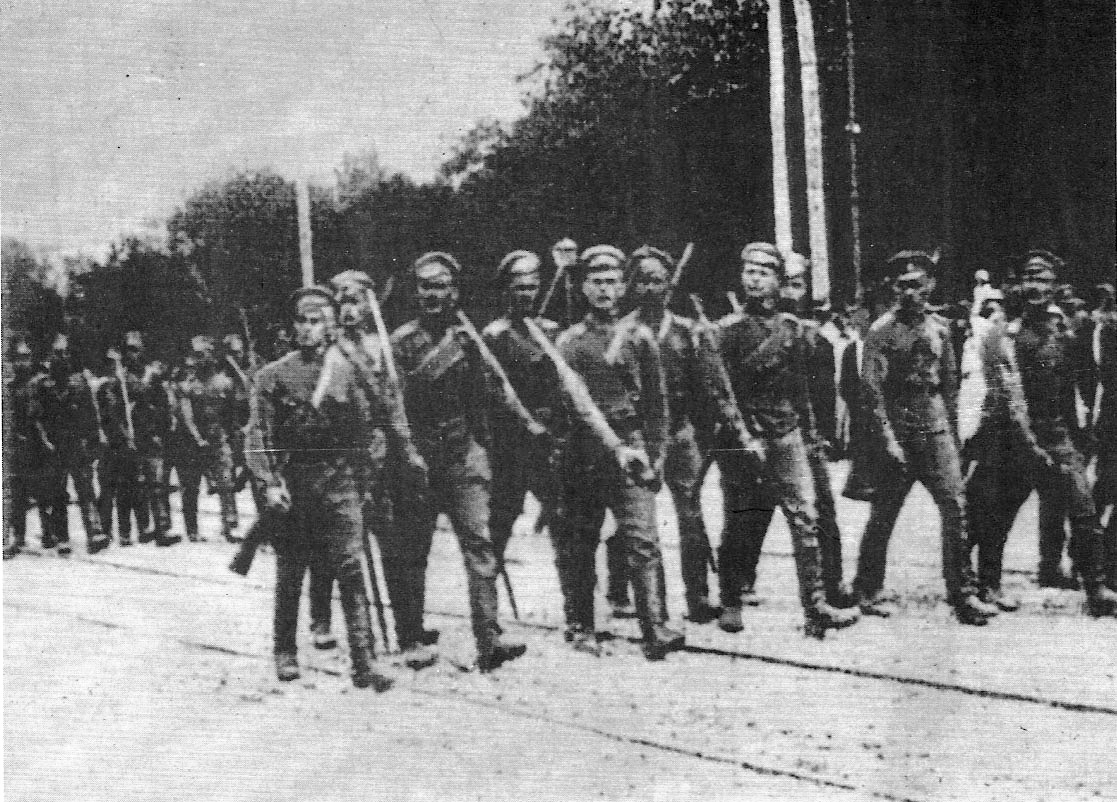
1919年8月31日にキーウへ入城する白軍兵。

1919年8月、ウクライナ軍はキーウ方面への攻勢に成功し、8月12日にヴィーンヌィツャ、8月14日にスタロコスティアンティニ、8月19日にベルディチフ、8月21日にジトーミルを占領し、8月31日にはミロン・タナフスキー率いるウクライナ・ハールィチ軍はボリシェヴィキの軍勢が退散した後のキーウに入城しその後、ドニエプル川に架かる橋にウクライナ軍の守備がいなかったためにニコライ・ブレドフの白軍が同市を占領した。しかし、ボリシェヴィキの軍勢はウクライナ民族主義者と白軍が衝突し始めたことによりカテリノスラフからジトーミル近郊の右岸ウクライナへ部隊の一部を移動させることができ、ペトリューラの軍勢との戦闘を継続することができるようになっていた。